# کوهئی کامه‌یاما
کوهئی کامه‌یاما (به انگلیسی: Kohei Kameyama) ژیمناست زادهٔ ۲۸ دسامبر ۱۹۸۸ میلادی اهل کشور ژاپن است.